# Eastern Professional Basketball League 1969-1970
La stagione EPBL 1969-70 fu la 24ª della Eastern Professional Basketball League, l'ultima con questa denominazione. Parteciparono 8 squadre in un unico girone.
Rispetto alla stagione precedente i New Haven Elms si spostarono a Hamden e diventando gli Hamden Bics. I Trenton Colonials scomparvero.

## Squadre partecipanti
- Allentown Jets
- Binghamton Flyers
- Hamden Bics
- Hartford Capitols
- Scranton Miners
- Sunbury Mercuries
- Wilkes-B. Barons
- Wilmington B.B.

## Classifica
| Squadra                 | V  | P  | %    | GB   |
| ----------------------- | -- | -- | ---- | ---- |
| Allentown Jets          | 20 | 8  | 71,4 | -    |
| Wilmington Blue Bombers | 19 | 9  | 67,9 | 1    |
| Hamden Bics             | 18 | 10 | 64,3 | 2    |
| Hartford Capitols       | 15 | 12 | 55,6 | 4,5  |
| Wilkes-Barre Barons     | 13 | 14 | 48,1 | 6,5  |
| Sunbury Mercuries       | 10 | 18 | 35,7 | 10   |
| Scranton Miners         | 8  | 19 | 29,6 | 11,5 |
| Binghamton Flyers       | 7  | 20 | 25,6 | 12,5 |

## Play-off

### Semifinali
|  | Allentown Jets | 138 – 131 | Hamden Bics |  |

|  | Hamden Bics | 128 – 124 | Allentown Jets |  |

|  | Allentown Jets | 150 – 133 | Hamden Bics |  |

|  | Wilmington Blue Bombers | 138 – 127 | Hartford Capitols |  |

|  | Hartford Capitols | 120 – 108 | Wilmington Blue Bombers |  |

|  | Wilmington Blue Bombers | 140 – 116 | Hartford Capitols |  |

### Finale
|  | Allentown Jets | 131 – 126 | Wilmington Blue Bombers |  |

|  | Wilmington Blue Bombers | 135 – 113 | Allentown Jets |  |

|  | Allentown Jets | 138 – 134 | Wilmington Blue Bombers |  |

|  | Wilmington Blue Bombers | 144 – 130 | Allentown Jets |  |

|  | Allentown Jets | 142 – 137 | Wilmington Blue Bombers |  |

### Tabellone
|  | Semifinali | Semifinali | Semifinali |            |           | Finale    | Finale | Finale |  |
|  |            |            |            |            |           |           |        |        |  |
|  | 1          | Allentown  | 2          |            |           |           |        |        |  |
|  | 1          | Allentown  | 2          |            |           |           |        |        |  |
|  | 3          | Hamden     | 1          |            |           |           |        |        |  |
|  | 3          | Hamden     | 1          |            | Allentown | Allentown | 3      |        |  |
|  |            |            |            |            | Allentown | Allentown | 3      |        |  |
|  |            |            | Wilmington | Wilmington | 2         |           |        |        |  |
|  | 4          | Hartford   | Wilmington | Wilmington | 2         | 1         |        |        |  |
|  | 4          | Hartford   |            |            |           |           |        |        |  |
|  | 2          | Wilmington | 2          |            |           |           |        |        |  |

## Vincitore
| Campione EPBL 1970         |
| -------------------------- |
| Allentown Jets (5º titolo) |

## Premi EPBL
- EPBL Most Valuable Player: Waite Bellamy, Wilmington Blue Bombers
- EPBL Rookie of the Year: Eddie Mast, Allentown Jets